# Santy (Sao Tomé-et-Principe)
Pour les articles homonymes, voir Santy (homonymie).
Santy est une localité de Sao Tomé-et-Principe située au nord de l'île de São Tomé, dans le district de Mé-Zóchi. C'est une ancienne roça.

## Population
Lors du recensement de 2012, 108 habitants y ont été dénombrés.

## Roça
De type roça-terreiro, organisée autour d'un espace central, elle était dotée d'un hôpital et d'une chapelle. L'ancien séchoir est encore en activité.

Photographies et croquis réalisés en 2011 mettent en évidence la disposition des bâtiments, leurs dimensions et leur état à cette date.